# Günter Grohs
Günter Grohs (* 13. Juni 1958 in Wernigerode) ist ein deutscher Glasmaler und Gestalter von Paramenten.

## Leben
Nach dem Abitur 1977 und einem Praktikum im Glaswerk Derenburg und in den Glaswerkstätten Quedlinburg studierte Günter Grohs von 1980 bis 1985 Künstlerische Glasgestaltung (Diplom) an der Burg Giebichenstein Kunsthochschule Halle. Es folgte eine zweijährige Aspirantur bei Rüdiger Reinel und ab 1986 die Tätigkeit in eigener Werkstatt in Wernigerode.
Grohs war bis 1990 Mitglied des Verbands Bildender Künstler der DDR.
1991 nahm Grohs erfolgreich an der Corning Glass Review 12 (The Corning Museum of Glass, Corning, New York, USA) mit einem Beitrag unter 100 weltweit ausgewählten Exponaten teil.
Im selben Jahr löste er die eigene Werkstatt auf und arbeitet seitdem mit verschiedenen Glasmalereiwerkstätten wie den Glaswerkstätten F. Schneemelcher in Quedlinburg und den Derix Glasstudios in Taunusstein zusammen.
Im Jahr 1992 wurde er zu einem Vortrag auf dem II. World Glass Congress Glasnost – Opening the Iron Curtain in Reno, Nevada, USA, eingeladen.
2008 lehrte er projektbezogen an der Westsächsischen Hochschule Zwickau/Fakultät Angewandte Kunst Schneeberg.
Günter Grohs errang bei zahlreichen, auch international besetzten Wettbewerben erste Preise (z. B. Gesamtverglasung der ehemaligen Dominikanerkirche St. Christoph in Bamberg, heute Aula der Otto-Friedrich-Universität), darunter Stätten des UNESCO-Welterbes.
Neben künstlerischer Glasgestaltung beschäftigt sich Grohs mit Paramentik (so zuletzt für die Universitätskirche St. Pauli zu Leipzig), Typografie, Wand- und Deckenmalerei (z. B. Landeskirchenamt der Evangelischen Kirche in Mitteldeutschland in Erfurt, St.-Marien-Kirche in Sandersdorf-Brehna).

## Ehrungen
- 2007 Kunstpreis der Stadt Wernigerode
- 2018 Architekturpreis der Evangelischen Kirche im Rheinland, Sonderpreis Denkmalpflege, gemeinsam mit der Kirchengemeinde Elberfeld-Nord für die Neugestaltung der Rosettenfenster in der Friedhofskirche Wuppertal, errichtet 1898 nach Plänen von Johannes Otzen

## Werke (Auswahl)
- Trier, Benediktinerabtei St. Matthias, drei ergänzende Chorfenstergestaltungen in der Kirche (Wettbewerb), zwei Fenster in der Krypta, 1995, 2014
- Quedlinburg, Julius Kühn-Institut, 32-teilige geschossübergreifende Glasgestaltungen im Foyer und in den Fluren (Wettbewerb), 2006[3]
- Quedlinburg, Wipertikirche (UNESCO-Welterbe), drei Chorfenster, Fenstergruppe im Westgiebel, Eingang zur Krypta, Gesamtverglasung geplant, ab 2007
- Wuppertal-Elberfeld, Friedhofskirche (Architekt: Johannes Otzen, 1897), Gesamtverglasung (Wettbewerb), 2008–2017
- Verden (Aller), Dom St. Maria und St. Caecilia, zwei südliche Querhausfenster, Gesamtverglasung geplant, ab 2011
- Halberstadt, Dom St. Stephanus und St. Sixtus, Südquerhausfenster, Nordquerhausfenster geplant (Wettbewerb), ab 2012[4]
- Leipzig, Völkerschlachtdenkmal, Rekonstruktion der vier Themenfenster in der Ruhmeshalle, 2012
- Sandersdorf-Brehna, St.-Marien-Kirche, Gesamtverglasung, Deckenbild mir Schriftfries, 2012, 2014
- Bamberg, Aula der Otto-Friedrich-Universität (Ehemalige Dominikanerkirche St. Christoph, UNESCO-Welterbe), Gesamtverglasung (Wettbewerb), 2013
- Silstedt, Wasser- und Abwasserverband Holtemme-Bode, raumhohes verspiegeltes Glasobjekt im Foyer des Verwaltungsgebäudes, 2013
- Lutherstadt Eisleben, St.-Petri-Pauli-Kirche, Gesamtverglasung der elf Fenster im Kirchenschiff, 2014
- Naumburg, Dom St. Peter und St. Paul, Domschatzgewölbe, zwei Glasbilder als Dauerleihgabe, seit 2014
- Köthen, Hochschule Anhalt, Bibliothek, elfteiliges raumhohes Glasobjekt im Raum vor einer Wendeltreppe, 2015
- Bautzen, Dom St. Petri, sechs Chorumgangs- und zwei Emporenfenster im katholischen Teil der Simultankirche, 2015–2016
- Erfurt, Collegium Maius, zehnteiliges Glasobjekt im Haupttreppenhaus des Landeskirchenamtes der Evangelischen Kirche in Mitteldeutschland (Wettbewerb), 2016
- Wernigerode, St.-Johannis-Kirche, elf Chorraumfenster (Wettbewerb), 2016[5]
- Zeitz, Michaeliskirche, ein südliches Chorraumfenster; Rückwand für das Cranach-Gemälde "Christus als Salvator", Pult, Altar, Osterleuchter, 2016, 2017
- Göttingen, St.-Johannis-Kirche, Fenster über dem romanischen Nordportal, Gesamtverglasung aller sechs Schifffenster, ab 2017
- Wernigerode, St.-Sylvestri-Kirche, Dreifenstergruppe im Nordquerhaus über dem Gadenstedtschen Epitaph, 2017
- Leipzig, Paulinum – Aula und Universitätskirche St. Pauli, je vier Antependien für den Pauliner- und Volksaltar sowie den Ambo, 2017
- Bad Wünnenberg, Immanuelkirche, Giebelfenster im Altarraum (Wettbewerb), 2019
- Gernrode, Stiftskirche St. Cyriakus, Vollendung der 2011 begonnenen Verglasung der Dreifenstergruppe in der ottonischen Westkrypta, 2019
- Leipzig, Universität, Theologische Fakultät, Andachtsraum, zehnteilige Glasgestaltung, Pult, Oster- und Altarleuchter, 2020
- Sickte-Neuerkerode, Evangelische Stiftung Neuerkerode, Friedhofskapelle, Gesamtverglasung aller Fenster, der Eingangstür sowie Gestaltung des Altars, eines Paraments mit eigenhändiger Malerei und zweier Bodenleuchter, 2020, 2021
- Göttingen, St.-Johannis-Kirche, Gesamtverglasung (begonnen 2017) aller sechs Schifffenster und zweier Windfangverglasungen am Nord- und Südportal, 2021
- Wernigerode, Konzerthaus Liebfrauen, Residenzstätte des Philharmonischen Kammerorchesters Wernigerode,  neunteilige Glasgestaltung im neuerrichteten Foyer, 2021
- Absdorf (Österreich), Pfarrkirche St. Mauritius, zwei Apsisfenster im Chorraum, 2022
- Halberstadt, Dom St. Stephanus und St. Sixtus, Nordquerhausfenster, 2022
- Kermen, Kirche St. Peter und St. Paul, fünf weitere Fenster, Vollendung der 2017 begonnenen Gesamtverglasung, 2022
- Hude, St.-Elisabeth-Kirche, zentrales Chorraumfenster hinter dem Schnitzaltar aus dem 14. Jahrhundert, 2022
- Berlin-Marienfelde, Campus Pastoral (Herz-Jesu-Kapelle), zentrales Fenster in der Apsis als Ergänzung des historischen Glasmalereibestandes, dreiseitiges Oberlichtband, 2024
- Schkeuditz, St.-Albanus-Kirche, zwei seitliche Apsisfenster (Wettbewerb), 2024
- Thamsbrück, Stadtkirche St. Georg, ein mittleres Apsisfenster, zwei weitere Fenster geplant, 2024
- Verden (Aller), Dom St. Maria und St. Caecilia, Vollendung des Entwurfszyklusses aller 18 notverglasten Fenster (2011 begonnen, bereits zwei Südquerhausfenster realisiert), beauftragt von der Klosterkammer Hannover, 2024

## Ausstellungen / Beteiligungen (Auswahl)
- 1987 Young Glass '87. An International Competition, Glasmuseum Ebeltoft, Dänemark (Wettbewerb)
- 1987 Kunst und Sport, Ausstellung zum VIII. Turn- und Sportfest und zur XI. Kinder- und Jugendspartakiade der DDR 1987. Museum der Bildenden Künste, Leipzig
- 1988 Architekturbezogenes Glas, II. Glasausstellung der DDR Erfurt '88. Galerie am Fischmarkt; Haus zum Roten Ochsen, Erfurt
- 1989 Form und Funktion. Bauen und Einrichten mit Kunsthandwerk. Bildungszentrum der Diözese Mainz; Handwerkskammer des Saarlandes, Saarbrücken
- 1993 Kunst und Form 1993. Ausstellung bei Handwerksform Hannover
- 2003 Internationale Glasmalerei im Wandel. Deutsches Glasmalerei-Museum Linnich
- 2011 Glasmalerei der Moderne. Faszination Farbe im Gegenlicht. Badisches Landesmuseum Karlsruhe
- 2012 Zeitgenössische Glasmalerei in Deutschland. Centre international du Vitrail, Chartres, Frankreich
- 2014 Glanzlichter. Meisterwerke zeitgenössischer Glasmalerei im Naumburger Dom, Naumburg
- 2016 Glanzlichter der Welt. Internationales Panorama der zeitgenössischen Glasmalerei, Centre international du Vitrail, Chartres, Frankreich
- 2017 Günter Grohs Glasfenster / Frank Bilda Fotografie. Museum Schiefes Haus, Wernigerode
- 2025 Neunfach. Wernigeröder Künstler in der Galerie 1530, Wernigerode; Schöne Aussicht. Galerie Himmelreich, Magdeburg